# Erika Bognár
Erika Bognár (ur. 2000) – węgierska zapaśniczka startująca w stylu wolnym. Zajęła dziewiąte miejsce na mistrzostwach świata w 2023 roku.
Srebrna medalistka mistrzostw Europy w 2023. Druga na ME juniorów w 2019. Pierwsza na ME kadetów w 2017. Trzecia na MŚ kadetów w 2017 roku.